# Уридинтрифосфат
Уридинтрифосфат (сокр. УТФ, UTP), также уридинтрифосфорная кислота, 5-уридинфосфорная кислота  — органическое соединение, молекула которого состоит из 3-х остатков фосфорной кислоты и уридинового нуклеозида. Нуклеозид состоит из молекулы пиримидинового азотистого основания — урацила и пентозы — рибозы.
Его основная роль заключается в качестве субстрата для синтеза РНК в процессе транскрипции.

## Биосинтез
Синтез UTP происходит из UMP по следующим реакциям:
- UMP + ATP → UDP + ADP реакция катализируется нуклеозидмонофосфат-киназой;
- UDP + ATP → UTP + ADP реакция катализируется нуклеозиддифосфат-киназой.

## Роль в обмене веществ
UTP как и ATP играет немаловажную роль в качестве источника энергии и активатора субстратов метаболических реакций, но в отличие от ATP, UTP более специфичен.
При активации субстрата UTP обычно превращается в уридиндифосфат (UDP), при этом происходит отщепление фосфатной группы.
В качестве кофермента UTP участвует в метаболизме галактозы, в котором активированная форма UDP-галактозы преобразуется в UDP-глюкозу. UDP-глюкоза, в свою очередь, связывается с билирубином, нерастворимого в воде и токсичного вещества, образует растворимый (конъюгированный) диглюкуронид билирубина.
UTP используется в синтезе гликогена (гликогенезе) на первой стадии, когда глюкозо-1-фосфат вступает во взаимодействие с UTP, образуя уридиндифосфатглюкозу и пирофосфат. Данная реакция катализируется ферментом глюкозо-1-фосфат-уридилтрансферазой:
глюкозо-1-фосфат + УТФ <=> УДФ-глюкоза + Пирофосфат.

## Участие в патологических процессах
Уридинтрифосфат играет роль посредника воспаления, как лиганд располагается на плазматической мембране, где он активирует специальные белковые рецепторы, оказывающие вредное воздействие на клетку. Эти воздействия имеют решающее значение, например при нейродегенеративных процессах (вследствие ишемии), где вместе с UTP обильно продуцируются и другие нуклеотиды: блокируя GPR17 рецептор антагонистом UTP, удаётся избежать прогрессирования всей так называемой сумеречной зоны ишемического повреждения.